# Шерстюк, Владислав Петрович
Шерстюк Владислав Петрович (16 октября 1940, станица Новопластуновская, Краснодарский край) — российский государственный и военный деятель, генерал-полковник.

## Биография
После окончания в 1966 году физического факультета Московского государственного университета имени М. В. Ломоносова был принят на службу в КГБ СССР. Занимал различные должности в 8-м Главном управлении (шифровально-дешифровальное и правительственной связи) КГБ СССР.
В 1972 году окончил адъюнктуру при Высшей школе КГБ СССР имени Ф. Э. Дзержинского. Кандидат технических наук (1972).
С 1992 года работал в 16-м Главном управлении (радиоэлектронная разведка).
С 1995 года — начальник Главного управления радиоэлектронной разведки ФАПСИ, в 1998 году одновременно занимал пост заместителя генерального директора ФАПСИ.
С 7 декабря 1998 по 31 мая 1999 года — генеральный директор Федерального агентства правительственной связи и информации при Президенте РФ, одновременно с 24 декабря 1998 года председатель межведомственной комиссии Совета безопасности РФ по информационной безопасности.
С 13 апреля по 14 июня 1999 года являлся членом Совета безопасности РФ.
С 31 мая 1999 г. по май 2004 г. — первый заместитель секретаря Совета безопасности РФ. В августе — ноябре 1999 года исполнял обязанности секретаря Совета безопасности РФ.
С 16 сентября 2004 по 24 декабря 2010 года — помощник секретаря Совета безопасности РФ.
Директор института проблем информационной безопасности Московского государственного университета имени М. В. Ломоносова.
Кандидат технических наук. Член-корреспондент Академии криптографии РФ и действительный член Российской академии естественных наук.
Женат, имеет сына.

## Награды и почётные звания
- Орден Трудового Красного Знамени (1975)
- Орден Красной Звезды (1988)
- Орден «За заслуги перед Отечеством» IV степени (1996)
- Орден «За заслуги перед Отечеством» III степени (2010)
- Государственная премия СССР (1978)
- Государственная премия РФ (1996)
- Премия Правительства РФ в области науки и техники
- Премия Правительства РФ в области образования (2006)
- Почётный сотрудник госбезопасности
- Почётный сотрудник федеральных органов правительственной связи и информации

## Внешние ссылки
- Биография на Agentura.ru
- Биография на оф. сайте Совета безопасности РФ
- Биография на ФедералПресс